# تشرنیکوویتسه (ناحیه پلزن-شمالی)
تشرنیکوویتسه (به چکی: Černíkovice) یک منطقهٔ مسکونی در جمهوری چک است که در ناحیه پلزن-شمالی واقع شده‌است. تشرنیکوویتسه ۳٫۳۶ کیلومتر مربع مساحت و ۷۸ نفر جمعیت دارد و ۴۱۲ متر بالاتر از سطح دریا واقع شده‌است.